# 저지 노소브어
저지 노소브어는 남아프리카 공화국, 나미비아, 보츠와나 국경 인근의 노소브강을 따라 분포했던 사어이다. 타어와 밀접한 관련이 있다.
밝혀진 방언은 총 2개로, ǀʼ아우니 방언과  ǀ하시 방언이다.